# Masirana akahanei
Masirana akahanei là một loài nhện trong họ Leptonetidae.
Loài này thuộc chi Masirana. Masirana akahanei được T. Komatsu miêu tả năm 1963.